# Jelcz M11
Jelcz М11 — городской высокопольный автобус, выпускавшийся польским производителем Jelcz в 1985—1990 годах. Автобус представляет собой гибрид кузова автобуса Jelcz PR110 с шасси Ikarus-260.

## История модели

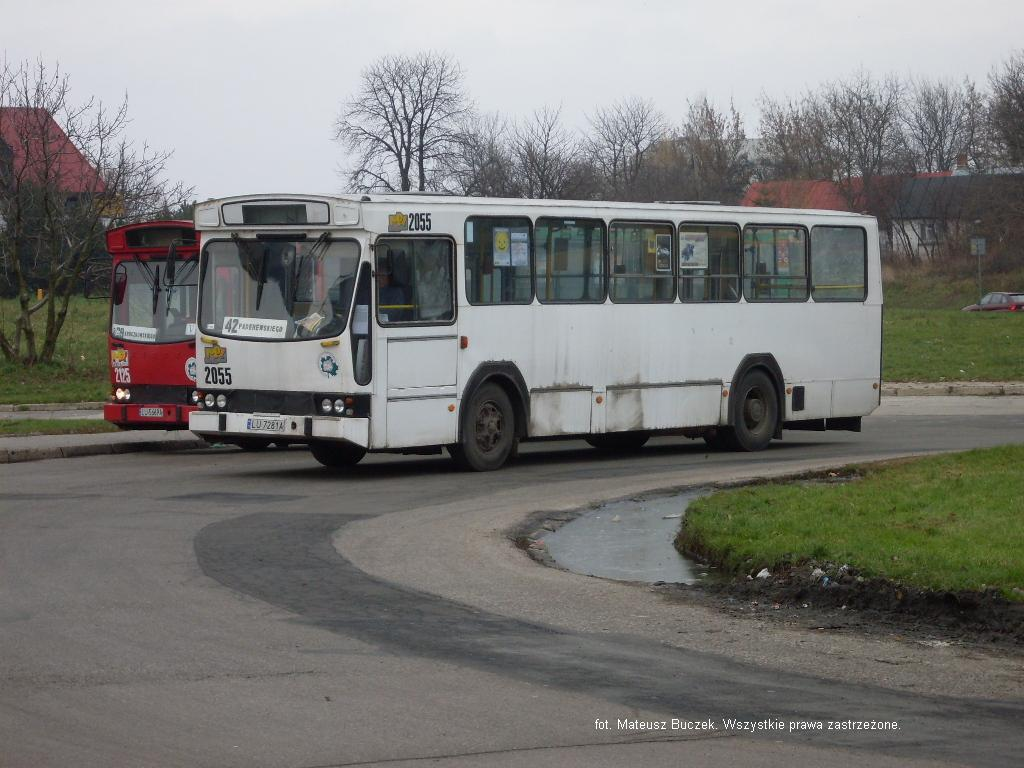
Jelcz M11

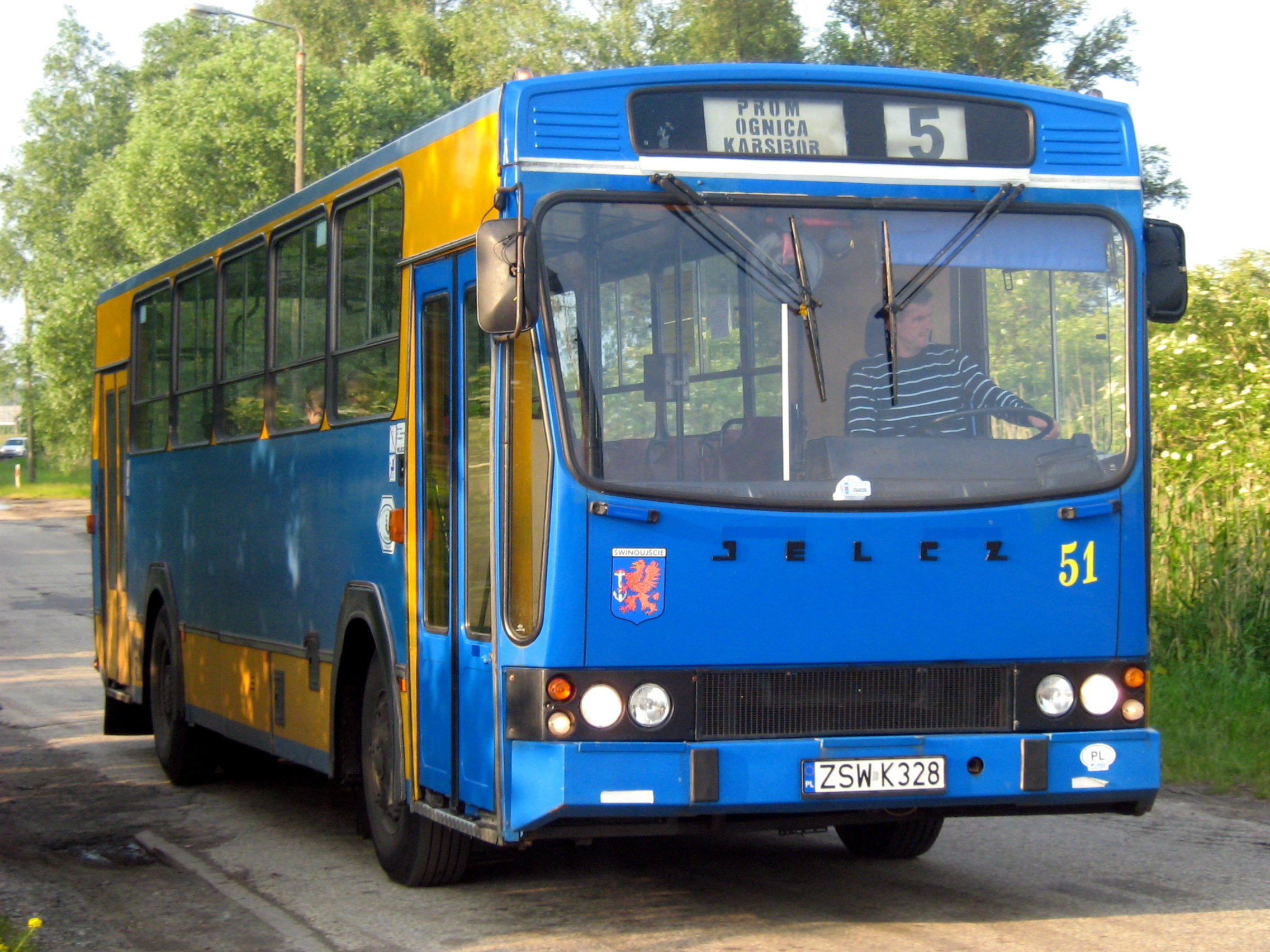
Jelcz L11

В 1970—80-е годы всеми автобусными перевозками в Польше занималось государственное предприятие PKS — «Państwowa Komunikacja Samochodowa». Наряду с автобусами Jelcz PR110 оно в крупных количествах эксплуатировало и венгерские автобусы Ikarus (модели 260, 280). В рамках унификации автопарка в 1985 году было начато производство модели Jelcz М11. Шасси автобуса в готовом виде поставляла венгерская компания «Csepel», производитель шасси для заводов Икарус (в свою очередь, кабины для грузовиков Csepel поставлял завод Jelcz).
Автобус был короче, чем модель PR110 — 11 метров, вместо 12. Уровень пола был одинаков по всей длине салона — 920 мм (у PR110 пол плавно поднимается от 642 мм у передней двери, до 957 мм у задней), вследствие того, что двигатель, как и у Ikarus 260, располагался в середине кузова под полом. Ожидалось, что на заводе Jelcz также будет организовано производство сочленённых автобусов модели M17, аналогичной Ikarus-280, однако это не произошло из-за протеста руководства Венгрии, и собственный сочленённый автобус (на базе доработанной конструкции исходной модели Jelcz PR110/120М) предприятие смогло запустить в производство только в 1996 году.
Всего было выпущено порядка 2600 таких автобусов, производство закончилось в 1989 году, когда в силу новых политических процессов нарушились традиционные связи между бывшими странами Соцлагеря.
Внешне автобусы M11 легко отличить от PR110/120M по отсутствию узких окон возле задних дверей по правому борту, более короткому заднему свесу кузова.
C 1987 по 1989 годы выпускались также автобусы Jelcz L11 в пригородном варианте без средних дверей. Было произведено около 1000 автобусов L11.
Поскольку автобусы M11/L11 эксплуатируются в Польше до сих пор, многие из них проходили капремонт, в результате которого получали обновления кузова, характерные для автобусов Jelcz 120M разных лет выпуска — новые передние торцы крыши, изменённую светотехнику или даже целиком новые стеклопластиковые передние и задние маски кузова.

## Автобусы Jelcz M11, L11 в России
Несколько подержанных машин были закуплены автопредприятиями Тамбовской, Липецкой, Мурманской, Саратовской областей. Несмотря на другой кузов, технически автобус идентичен Икарусу, что заметно облегчает его эксплуатацию и обслуживание.